# Palaemnema carmelita
Palaemnema carmelita – gatunek ważki z rodziny Platystictidae. Występuje na terenie Ameryki Południowej.